# Шат-сандарбхи
«Шат-санда́рбхи» («Шесть сборников») — философский труд гаудия-вайшнавского (кришнаитского) богослова Дживы Госвами в шести частях. Самый ранний и наиболее фундаментальный труд на санскрите, в котором в систематическом виде представлено богословие гаудия-вайшнавизма. Каждая «Сандарбха» содержит изложение одного из важнейших разделов учения на основе подборки цитат, главным образом из «Бхагавата-пураны». Так, например, «Таттва-сандарбха» посвящена теории познания, «Бхагават-сандарбха» — природе Абсолютной реальности, «Параматма-сандарбха» — природе живого существа и майи и т. д.
Согласно самому Дживе Госвами, автором этого произведения был Гопала Бхатта Госвами. Джива продолжил работу Гопалы Бхатты и разделил её на шесть книг, в которых систематически представил философию Чайтаньи со ссылками на священные писания. Параллельно Джива составил к ним объёмный комментарий, озаглавленный «Сарва-самвадини». Джива Госвами написал в начале «Таттва-сандарбхи»:
Преданный из Южной Индии, который родился в семье брахманов и был очень близким другом Рупы Госвами и Санатаны Госвами, написал книгу, и составил он её не в хронологическом порядке. Поэтому я, незначительное живое существо, известное под именем Джива, пытаюсь расположить события книги хронологически, согласуясь с указаниями таких великих личностей, как Мадхвачарья, Шридхара Свами, Рамануджачарья и других старших вайшнавов парампары.
В начале «Бхагават-сандарбхи» есть похожие утверждения Дживы Госвами.

## Шесть Сандарбх

### 1 — Таттва-сандарбха
«Таттва-сандарбха» представляет собой трактат о различных видах доказательств (праман), используемых в ведийской философии. Конечное заключение Дживы состояло в том, что шабда (божественный звук в форме ведийских писаний) является наивысшим, а из всех священных писаний наивысшим является «Бхагавата-пурана».

### 2 — Бхагавата-сандарбха
В «Бхагавата-сандарбхе», Джива Госвами проводит различие между безличной ипостасью Бога (Брахманом), локализованной формой Бога в сердцах всех живых существ (Параматмой) и верховной личностной ипостасью Бога (Кришной или Бхагаваном). Он также описывает духовную обитель Кришны, гуны материальной природы, гуну чистой благости (вишуддха-саттву), важность поклонения мурти Кришны и природу качеств мурти.

### 3 — Параматма-сандарбха
В «Параматма-сандарбхе» описывается Сверхдуша (Параматма) и то, что она обитает в сердцах всех живых существ. Там также обсуждается разница между различными аватарами, а также природа обусловленного живого существа, иллюзорная материальная энергия (майя), временный мир, теория трансформации, различные аватары Кришны и то, как они отвечают на желания вайшнавов, а также шесть основных качеств, присущих Богу в Его личностном аспекте.

### 4 — Кришна-сандарбха
В «Кришна-сандарбхе» Джива приводит ряд цитат из разных писаний, в которых доказывается положение Кришны как Верховной Личности Бога. Он также обсуждает лилы и качества Кришны, а также его аватары и другие экспансии. В данной Сандарбхе также содержится описание Голоки, — вечной духовной планеты Кришны, которая соответствует Вриндавану в этом материальной мире. Джива описывает спутников Кришны и их экспансии, в частности он описывает пасту́шек гопи и наиболее возвышенное положение, которое занимает Радха среди них.

### 5 — Бхакти-сандарбха
В «Бхакти-сандарбхе» объясняется практика Кришна-бхакти. Там обсуждается варнашрама-дхарма (социально-религиозная структура общества, установленная священными писаниями), превосходство Кришна-бхакти над йогой и поклонением девам индуистского пантеона. Джива описывает подобные виды поклонения как бессмысленные по сравнению с поклонением преданным Кришны. В данном тексте также описывается освобождение души, положение Шивы как преданного Кришны, то, как беспричинная преданность Кришне помогает подняться преданному на самую возвышенную духовную позицию и ряд других моментов, имеющих отношение к практике вайшнава-бхакти.

### 6 — Прити-сандарбха
«Прити-сандарбха» — это трактат о божественной любви, верховным объектом которой выступает Кришна. Любовь к Богу (према) рассматривается Дживой как наивысшая форма мокши. Джива делает сравнительное изучение других видов освобождения, но в конце концов приходит к заключению, что наивысшим из них является према-бхакти. В данной Сандарбхе также обсуждается то, как можно достичь премы, как пробудить её, и симптомы того, кто обрёл её. В «Прити-сандарбхе» также проводится разница между мирским вожделением и божественной любовью, различные расы взаимоотношений между Кришной и его спутниками, превосходство мадхурья-расы (божественной супружеской любви) над всеми остальными расами, смешение различных рас и слава Радхи.

### Крама-сандарбха
Крама-сандарбха представляет собой комментарий на «Бхагавата-пурану».